# JUJU
JUJU（1976年2月14日—），日本創作歌手，女性。所屬公司為日本索尼音樂娛樂。身高166至167公分。於日本廣島縣原市出生，於京都渡過學生時代，高中後（18歲）隻身前往紐約生活。

## 童年及出道
JUJU從12歲時開始便希望可以成為一個爵士樂歌手。當在京都定居的時候，她曾經參與過不同的音樂活動，而在18歲時她獨自到紐約定居。在紐約定居期間，她接觸了爵士樂，R&B，Hip-hop，靈魂音樂，拉丁音樂和浩室音樂等多種不同的音樂風格，拓展了她的音樂知識。2001年，JUJU開始在一些歌手的作品客串演出。2002年，她為電影創作了主題曲。2004年以單曲出道，同時也回到日本開始作現場演出。第三張單曲曾於USEN榜登上第一名並停留了22週。雖然如此，但當時聽眾數量仍然不多，所以JUJU的知名度依然不高。

## 事業發展
2008年8月23日，日本歌手Spontania發行了有JUJU客串演出的單曲，此曲使JUJU的聲音開始得到日本民眾的注意，也獲得了超過250萬次手機下載，令JUJU的人氣瞬間高漲起來。同年11月26日，JUJU發行了與Spontania客串演出的單曲，作為的姐妹單曲，此曲使JUJU獲得更高的知名度，手機下載次數也超過了220萬次。
2009年4月29日，JUJU發行了第十張單曲「如果還有明天（明日がくるなら）」，作為電影《生命最後一個月的花嫁》的主題曲，也採用了與R&B男歌手JAY'ED合作的客串形式，此曲在音樂配送服務網站Recochoku 2009年4月月間鈴聲部分下載排行第1位；5月更是月間鈴聲部分下載、鈴聲完整下載、影片下載、電影鈴聲下載、RBT五個部分都排行第一，也是首次有歌曲取得這五個部分的第一。同時此曲也獲得了超過300萬次手機下載，成為2009年日本最受歡迎的情歌之一。
2010年2月，JUJU以單曲，獲得日本唱片業協會主辦的「第24回日本金唱片大賞」5首年度最佳歌曲的獎項。
2023年12月31日，參與NHK『第74回NHK紅白歌合戰（第74回NHK紅白歌合戦）』。這是暌違三年後的第二次參與。

## 事業發展經過

### 2004年
- 8月25日，第1張單曲「光の中へ」發行。
- 11月26日，第2張單曲「CRAVIN'」發行。
- 2張單曲都沒有很受大眾歡迎。

### 2006年
- 11月22日，第3張單曲「奇跡を望むなら...」發行，引起大眾注意。

### 2007年
- 6月6日，第1張MINI ALBUM「Open Your Heart～素顔のままで～」發行。
- 8月8日，第4張單曲「ナツノハナ」發行。
- 10月10日，第1張專輯「Wonderful Life」發行。
- 12月12日，第5張單曲「Wish for snow／奇跡を望むなら...Xmas story」發行。

### 2008年
- 4月23日，第6張單曲「どんなに遠くても...」發行，為動畫「戦場のヴァルキュリア」的插曲。
- 4月28日，在東京涉谷 duo music exchange開始連續12個月的個人巡迴演唱會「ジュジュ苑」。「ジュジュ苑 第1回」主題為「出逢い」。
- 5月27日，在東京涉谷 duo music exchange舉行「ジュジュ苑 第2回」。主題為「雨」。
- 6月11日，第2張MINI ALBUM「My Life」發行。
- 6月30日，在東京涉谷 duo music exchange舉行「ジュジュ苑 第3回」。主題為「L.O.V.E.」。
- 7月31日，在東京涉谷 duo music exchange舉行「ジュジュ苑 第4回」。主題為「Summer breeze」。
- 8月22日，在神奈川縣モーション・ブルー・ヨコハマ舉行「ジュジュ苑 第5回」。主題為「Something blue」。
- 9月30日，在神奈川縣横濱港 セレブリティII 船内舉行「ジュジュ苑 第6回」。主題為「September moon」。
- 10月8日，第7張單曲「空」發行，「空」為電影「しあわせのかおり」的主題曲。
- 10月10日，回到紐約VILLAGE UNDERGROUND舉行巡迴演唱會「ジュジュ苑 第7回」，名為「JUJU苑 in NY -Autumn in NY-」。其後日本記念日協會將10月10日正式列為「JUJUの日」。
- 11月21日，在京都ROOTER×2舉行「ジュジュ苑 第8回」。主題為「nostalgy」。
- 11月26日，與組合 Spontania組成「JUJU feat. Spontania」，第8張單曲「素直になれたら /  I can be free」發行。「素直になれたら」為日本電視台節目「音楽戦士 MUSIC FIGHTER」的POWER PLAY，「I can be free」為富士電視台節目「めざにゅ～」的主題曲。
- 12月4日，在東京ル テアトル銀座 by PARCO舉行「ジュジュ苑 第9回」。主題為「winter songs」。

### 2009年
- 1月30日，在福岡縣ビルボードライブ福岡舉行「ジュジュ苑 第10回」。主題為「夢」。
- 2月11日，第9張單曲「やさしさで溢れるように」發行，「やさしさで溢れるように」為「MTV meetalk with NEW NISSAN cube」的廣告曲。
- 2月25日，在東京スイートベイジルSTB139舉行「ジュジュ苑 第11回」。主題為「TOKYO」。
- 3月4日，第2張專輯「What's Love？」發行。
- 3月25日，在東京涉谷duo music exchange舉行了最後一場個人巡迴演唱會「ジュジュ苑 FINAL」。主題為「別れ」。
- 4月28日，與JAY'ED組成「JUJU with JAY'ED」，第10張單曲「明日がくるなら」發行。「明日がくるなら」為電影「余命1ヶ月の花嫁」的主題曲，「The Rose」則是「余命1ヶ月の花嫁」的插曲。
- 5月10日，出席在東京Zepp Tokyo舉行的「J-WAVE LIVE～SPRING！」。
- 5月14日，在東京赤坂BLITZ舉行演唱會「ジュジュ苑 SPECIAL DUET EDITION with JAY'ED」。
- 5月23日至6月4日，舉行了五場音樂會，名為「JUJU Live 2009 ～What's Love?～」。
- 7月20日，出席在靜岡縣舉行的「ap bank fes '09」。
- 8月9日，在北海道舉行「SAPPORO CITY JAZZ」。
- 8月14日，出席在國立代代本競技場第一體育館舉行的「J-WAVE LIVE 2000+9」。
- 9月2日，出席在SHIBUYA AX舉行的「MTV SING OUT 『歌おうぜ！』supported by PEPSI NEX」。
- 10月3日，出席「MONGOL800 ga FESTIVAL『What a Wonderful World!! 09』」。
- 10月10日，舉行「M-ON! Presents THE BASIC'S Special Live -Christmas Songs- ジュジュ苑×MUSIC ON! TV」。
- 11月25日，第11張單曲「PRESENT」發行。「PRESENT」為迪士尼製作的「クリスマス・キャロル(Christmas Carol)」的主題曲。
- 12月12日，於東京Hills Cafe/Space舉行「DOCOMO CONCERT×J-WAVE GROW GREEN PROJECT」。
- 12月25日，興歌手JAY'ED以「JUJU with JAY'ED」的名義首次參與「MUSIC STATION SUPERLIVE 2009」，並演唱「明日がくるなら」一曲。

### 2010年
- 1月，與方珈悠 (香港) ,魏佳慶 (中國), 楊丞琳 (台灣) ,Mint (泰國) ,王儷伶 (新加坡)組成「The Asian Beauties」。
- 2月6日，於大阪城Hall舉行「Livejack Special II」。
- 2月10日，於東京COTTON CLUB舉行「SPACE SHOWER TV Valentine Night ～Chocolat～」。
- 2月24日，第12張單曲「桜雨 / READY FOR LOVE / S.H.E. / Last Kiss」發行。「READY FOR LOVE」為関西電視台「グータンヌーボ」的插曲，「S.H.E.」為花王洗髮水「ASIENCE」廣告「髪を愛でる」的廣告曲。
- 3月14日，於大阪HEP HALL舉行「802 RADIO MASTERS PiTaPa MOVE YOUR HEART SPECIAL LIVE ～SPRING MASTERS～」。
- 3月17日，第3張專輯「JUJU」發行。
- 5月13日至6月11日，JUJU舉行「JUJU Live Tour 2010」。
- 5月26日，第13張單曲「Trust In You」發行。「Trust In You」為朝日電視台連續劇「警視庁失踪人捜査課」的主題曲。
- 6月，為SONY NEX系列的相機廣告翻唱My Little Lover的「Hello, Again ～昔からある場所～」，並決定發行該單曲。
- 7月，「桜雨」在「2010上半年 USEN排名」中分別在「J-POP総合ランキング」及「J-POPリクエストランキング」奪到第一名及第七名。
- 7月28日，第14張單曲「Hello, Again ～昔からある場所～」發行。
- 7月30日，出席「情熱大陸 SPECIAL LIVE SUMMER TIME BONANZA'10（大阪公演）」。
- 8月13日，出席「J-WAVE LIVE 2000+10」。
- 8月28日，出席「鎌倉音楽祭 鶴舞2010」。
- 8月30日，出席「お台場合衆国2010めざましライブ」。
- 9月，決定參加由MTV舉辦的「mtv JAMMED」，同時招募Surprise Live的舉行地點，並將會在11月下旬至12月下旬舉行Surprise Live。
- 9月29日，發行第一張翻唱專輯「Request」(原名為「JUJU sings BEAUTIFUL WOMAN」)。銷量突破63萬。
- 10月1日，講談社決定延後JUJU首本書籍的發售日期(日期另行公告)。
- 10月3日，出席由FM802主辦的「平安神宮月夜の宴」。
- 10月10日(JUJU日)，在東京国際フォーラムA舉行SPECIAL LIVE。講談社原定將會在當日發行JUJU首本書籍。講談社為此開放官方Twitter提供書籍製作情況。
- 11月11日，於東京丸ビル中為「Marunouchi Bright Christmas 2010」舉行點燈式，並舉行「Marunouchi Bright Christmas Special Live」，演唱四曲。
- 11月17日，第15張單曲「この夜を止めてよ」發行。「この夜を止めてよ」為關西及富士電視台連續劇「和惡魔契約的女人」的主題曲。
- 11月18日，出席第43回「日本有線大賞」，獲得「有線音楽優秀賞」。
- 12月4日，出席富士電視台舉辦的「FNS歌謡祭」。
- 12月10日，實行由MTV舉辦的「mtv JAMMED」的Surprise Live，於岐阜県飛騨市古川中学校的三校(河合中学校、宮川中学校及古川中学校)合併交流會上舉行。
- 12月12日，出席「EMTG MUSIC Fes.2010 ～Heart Music Heart Live～」。
- 12月17日，表示為2011年1月22日於日本上映的電影「犬とあなたの物語　いぬのえいが(狗與你的故事 狗的電影)」演唱主題曲「願い」。
- 12月22日，發行首張DVD，名為「JUJUの日スペシャル・ライブ『Request』(JUJU日SPECIAL LIVE『Request』)」。
- 12月24日，出席朝日電視台的「MUSIC STATION SUPERLIVE 2010」以及TBS的「クリスマスの約束2010」。
- 12月30日，將出席第52回「日本レコード大賞」，其同名大碟「JUJU」獲得「優秀アルバム賞(優秀Album賞)」。

### 2011年
- 1月12日，「We LoveMackey」發行，當中JUJU翻唱槇原敬之的「もう恋なんてしない」。
- 1月31日，出席TBS的「風がはこんできたもの～音楽の原風景～」。
- 2月24日，出席J-WAVE電台節目「McDonald's TOKIO HOT 100」舉辦「McDonald's TOKIO HOT 100 AWARD」，JUJU獲最佳女藝人獎。
- 2月26日，出席「めざましスーパーライブin沖縄」。
- 3月6日，出席「Livejack vol.5」。
- 3月19日，原定出席「GO!FES 2011」，但因日本東北地方太平洋沿岸地震而取消。
- 3月23日，原定發行第16張雙A面單曲「さよならの代わりに / 願い」，並於Billboars Live Tokyo舉行「「JUJU New Single 發行紀念live ～JUJU苑2011春～」」。但因日本東北地方太平洋沿岸地震而將發行日延期至4月6日及取消發行紀念live。
- 3月27日，出席富士電視台特備節目『「上を向いて歩こう」～うたでひとつになろう日本～』。
- 4月6日，發行第16張雙A面單曲「さよならの代わりに / 願い」。
- 5月14日，與京都市交響樂團於京都Concert Hall(京都コンサートホール)舉行「α-Station 20thAnniversary シンフォニック・エヴォリューション with JUJU」。
- 6月1日，發行第17張單曲「また明日...」。
- 6月2日，於Billboars Live Tokyo舉行「JUJU Special Live ジュジュ苑2011」。主題為「LOVE」。
- 7月13日，發行第4張專輯「YOU」。
- 8月26日至10月30日，舉行26場全國巡迴音樂會，名為「JUJU LIVE TOUR 2011 ～YOU～」。
- 8月31日，發行第18張單曲「YOU / BELOVED」。
- 10月9日至10日，於第四回「JUJUの日」舉行JAZZ翻唱LIVE「JUJUの日SPECIAL LIVE in BLUE NOTE TOKYO」。
- 10月19日，與歌手JAY'ED再次合作，以「JAY’ED×JUJU」名義發行單曲「永遠はただの一秒から」。
- 11月23日，發行第19張單曲「Lullaby Of Birdland / みずいろの影」。
- 11月30日，發行第1張JAZZ翻唱大碟「DELICIOUS」。
- 12月7日，出演富士電視台的「2011 FNS歌謡祭」。
- 12月10日，出席「日本有線大賞」，獲得「有線音楽優秀賞」。
- 12月18日，於仙台出演「SPACE SHOWER TV × J:COM　present　MUSIC SAVES TOMORROW LIVE in 仙台」。
- 12月21日，發行第2張DVD「2011.10.10 SPECIAL LIVE AT BLUE NOTE TOKYO」，收錄了2011年10月10日JUJU日的JAZZ LIVE，並設有Blu-ray版本。
- 12月23日，出演朝日電視台的「MUSIC STATION SUPERLIVE 2011」。
- 12月25日，連續3年出演TBS的「クリスマスの約束2011」。
- 12月24日，出席於國立代代木第一体育館舉行的「LAWSON presents MUSIC FOR ALL, ALL FOR ONE supported by スカパー！」。
- 12月30日，出席第53回「日本レコード大賞」，歌曲「この夜を止めてよ」獲得「優秀作品賞」。

### 2012年
- 1月10日，參加東日本大震災復興支援計劃「JAPAN UNITED with MUSIC」。
- 1月25日，發行第20張單曲「sign」；「JAPAN UNITED with MUSIC」亦發行慈善單曲「All You Need Is Love」(原唱為The Beatles)。
- 3月，在「MTV VIDEO MUSIC AWARD JAPAN 2012」獲提名「最優秀アルバム賞(Best Album of the Year)」。
- 4月30日，於美國紐約舉行名為「MTV Unplugged」的音樂會，成為日本史上首名女性歌手於紐約舉行此音樂會。
- 6月13日，第21張單曲「ただいま」發行。
- 8月1日，第3張DVD「MTV Unplugged:JUJU」發行。亦有提供CD及Blu-ray版。
- 10月10日(JUJU日)至10月30日，為紀念JUJU日，舉行全國巡迴翻唱音樂會「ジュジュ苑」。

## 音樂作品
| - Wonderful Life（2007年） - What's Love?（2009年） - JUJU（2010年） - YOU（2011年） - DOOR（2014年） - WHAT YOU WANT（2015年） - I（2018年） | - BEST STORY ～Love stories～（2012年） - BEST STORY ～Life stories～（2012年） - YOUR STORY（2020年） |

## 外部連結
- （日語） 個人官方網站 （页面存档备份，存于）
- （日語） 索尼音樂娛樂官方網站（页面存档备份，存于）
- （日語） 官方部落格「JUJU says …」（页面存档备份，存于）
- （日語） JUJUsonymusic官方Twitter「JUJUsonymusic」（页面存档备份，存于）
- （日語） J-WAVE 81.3 FM  RADIPEDIA

- （日語） JUJU的Facebook專頁
- （日語） JUJU的X（前Twitter）